# Orheiul Vechi
Orheiul Vechi (prevedno na hrvatski  Stari Orhei)  je povijesno arheološki kompleks koji se nalazi u Trebujeni, 60 kilometara sjevernoistočno od Kišinjeva na rijeci Răut u Moldaviji.

## Povijest
Antički grad Orheiul Vechi jedinstveni je prirodni i povijesni kompleks na otvorenom. Kompleks je organska kombinacija prirodnog krajolika i ostataka drevnih civilizacija. Kao rezultat velikih arheoloških iskopavanja, ovdje su otkriveni kulturni slojeva različitih epoha, kao što su paleolit, eneolitik i željezno doba.
Orheiul Vechi sadrži tragove različitih civilizacija, uključujući i ostatke zemljane i drvene utvrde Geto-Dačanske tvrđave (6. do 1. stoljeća. prije Krista),  utvrde Shehr al-Jedid (ili Yangi-Shehr) koju je izgradila Zlatna Horda  (14. stoljeće. ), moldavske utvrda (14. do 16. stoljeća), pravoslavnih manastira ( 14. stoljeća.) te moldavskog grada Orheiul Vechi (Stari Orhei)  (14. – 16. stoljeće).
Orheiul Vechi ima poseban status i najvažniji je kulturni lokalitet u Moldaviji,  u postupku je kandidiranja kojim bi bio uključen na UNESCO-ov popis svjetske baštine.